# Leptonetela hangzhouensis
Espèce
Synonymes
- Leptoneta hangzhouensis Chen, Shen & Gao, 1984

Leptonetela hangzhouensis est une espèce d'araignées aranéomorphes de la famille des Leptonetidae.

## Distribution
Cette espèce est endémique du Zhejiang en Chine,.

## Étymologie
Son nom d'espèce, composé de hangzhou et du suffixe latin -ensis, « qui vit dans, qui habite », lui a été donné en référence au lieu de sa découverte, Hangzhou.

## Publication originale
- Chen, Shen & Gao, 1984 : Description of the new species of the genus Leptoneta (Araneae, Leptonetidae) from caves of Zhejiang. Journal of Hangzhou Normal University, Natural Sciences Edition, vol. 1984, no 1, p. 8-13.